# 丸山弘志
丸山 弘志（まるやま ひろし、1924年〈大正13年〉7月15日 - 2007年〈平成19年〉10月10日）は、日本の運輸技官、鉄道技術者、鉄道工学者、交通工学者、機械工学者、精密工学者、安全工学者、生産工学者、超電導リニア研究者。工学博士。第21代日本国有鉄道鉄道技術研究所所長、元東京理科大学理工学部学部長、元科学技術庁参与、元文部科学省参与、元研友社顧問、元材料技術研究協会理事、元日本規格協会評議員。東京理科大学名誉教授、日本機械学会名誉員。

## 略歴
埼玉県北足立郡与野町（現 さいたま市中央区）の鉄道官僚・丸山武治の長男として出生。
1941年（昭和16年）3月に新潟中学校を4年で修了（四修）、1943年（昭和18年）9月に新潟高等学校を半年繰り上げ卒業、1946年（昭和21年）9月に東京帝国大学第一工学部精密加工学科を卒業、運輸省鉄道技術研究所に入所。
電車などの高速化、安全性、信頼性を高める上で精密工学の導入を図り、1965年（昭和40年）4月に新幹線用在姿車輪研削盤の開発で日本機械学会賞を受賞。
1970年（昭和45年）に日本国有鉄道鉄道技術研究所機械設備研究室室長に就任、1974年（昭和49年）3月に日本国有鉄道鉄道技術研究所副所長に就任、1977年（昭和52年）7月に第21代日本国有鉄道鉄道技術研究所所長に就任。
超電導リニア（超電導磁気浮上式鉄道）研究の班長となり、1979年（昭和54年）12月21日に宮崎実験線において無人実験車両ML500で世界最高速度517km/hを達成。
1980年（昭和55年）4月に東京理科大学理工学部機械工学科教授に就任、1984年（昭和59年）10月に東京理科大学理工学部学部長に就任、1987年（昭和62年）12月に学校法人東京理科大学評議員に就任。
1995年（平成7年）に東京理科大学理工学部機械工学科専任教授を退任、嘱託教授に就任、2000年（平成12年）4月に東京理科大学を退職、2006年（平成18年）1月に東京理科大学から東京理科大学名誉教授の称号を受称。

## 業績
日本の機械の安全規格の国際的標準化や、新幹線などの高速・大量輸送システムの安全規格の作成などに、指導的な役割を果たした。

## 栄典・表彰
- 1965年（昭和40年）04月01日 - 第7回（昭和39年度）日本機械学会賞「新幹線用在姿車輪研削盤」[6][7]
- 1971年（昭和46年）04月02日 - 第13回（昭和45年度）日本機械学会賞「電子式乗車券印刷発行機」[6][12]
- 1972年（昭和47年）11月06日 - 第7回（昭和47年度）機械振興協会賞「機械式乗車券印刷発行機」[13][14]
- 1982年（昭和57年）03月10日 - 第7回（昭和56年度）交通協力会交通図書賞（編著書『鉄道工学』）[15][16]
- 1983年（昭和58年）10月12日 - 工業標準化功労者（通商産業大臣表彰）[17]
- 1990年（平成02年）04月29日 - 藍綬褒章[18]
- 1998年（平成10年）10月15日 - 第41回（平成10年度）日本規格協会標準化文献賞奨励賞（編著書『機械安全の国際規格とCEマーキング』）[19]
- 2002年（平成14年）04月02日 - 特別功労者（日本機械工業連合会表彰）[20]
- 2003年（平成15年）04月29日 - 勲三等瑞宝章[21]
- 2007年（平成19年）10月10日 - 正四位[22]

## 家族・親戚
- 丸山武治 - 父、鉄道官僚、元帝都高速度交通営団理事[注 3]。1923年（大正12年）3月東京帝国大学経済学部経済学科卒業。
- 桑名義廣 - 伯父（母の兄）、眼科医、桑名病院初代院長[注 4]。1919年（大正8年）5月新潟医学専門学校卒業。茨城県出身。
- 桑名昭治 - 弟、旧姓：丸山、医師、桑名病院2代目院長、第8代日本医療法人協会会長、元日本病院会理事。1943年（昭和18年）新潟中学校卒業[注 5]、1945年（昭和20年）海軍兵学校卒業、1952年（昭和27年）慶應義塾大学医学部卒業。
- 藤田みどり - 妹、旧姓：丸山、声楽家、元東京音楽大学講師、元武蔵野音楽大学講師[注 6]。1956年（昭和31年）東京芸術大学音楽学部声楽科卒業。
- 瀬木博政 - 義弟（妻の妹の夫）の父、実業家、博報堂代表取締役名誉会長。

## 著作物

### 著書
- 『新制 切削作業法』伊藤鎮[共著]、オーム社、1955年。
- 『JISにもとづく 研削トイシの選び方使い方』伊藤鎮・佐藤久弥[共著]、技術社、1961年。
- 『鉄道の科学 旅が楽しくなる本』講談社〈ブルーバックス B431〉、1980年。

### 編著書
- 『電気・電子技術者のための 鉄道工学』片岡軌夫[共編著]、丸善、1981年。
- 『機械技術者のための 鉄道工学』景山允男[共編著]、丸善、1981年。
- 『土木技術者のための 鉄道工学』深澤義朗[共編著]、丸善、1981年。
- 『機械安全の国際規格とCEマーキング 重要規則と規格の世界的動向』日本規格協会、1998年。

### 編書
- 『工具の選び方・使い方』日本規格協会〈JIS使い方シリーズ〉、1980年。
  - 『工具の選び方・使い方』新版、日本規格協会〈JIS使い方シリーズ〉、1989年。

### 監修映像
- 『EC指令とCEマーキング 1: EC指令と製品安全規制』日本経済新聞社〈日経VIDEO〉、1994年。
- 『製品安全のすべて 1: なぜ製品安全が重要なのか』日本経済新聞社〈日経VIDEO〉、1995年。
  - 『EC指令とCEマーキング 1: EC指令と製品安全規制』日本経済新聞社〈日経VIDEO〉、2006年。
  - 『製品安全のすべて 1: なぜ製品安全が重要なのか』日本経済新聞社〈日経VIDEO〉、2006年。

### 論文
- CiNii収録論文 - CiNii